# Jewgeni Panajotow
Jewgeni Panajotow (* 10. Januar 1989) ist ein ehemaliger bulgarischer Straßenradrennfahrer.
Jewgeni Panajotow wurde 2007 in der Juniorenklasse Dritter in der Gesamtwertung der Tour du Pays de Vaud. Bei den Balkan Championships im albanischen Korça gewann er die Goldmedaille im Einzelzeitfahren der Junioren. Seit 2008 fuhr Panajotow für das bulgarische Continental Team Cycling Club Bourgas. In seinem ersten Jahr dort gewann er den Cupa FRC in Rumänien und er wurde Siebter der Gesamtwertung bei der Bulgarien-Rundfahrt.

## Teams
- 2008–2009 Cycling Club Bourgas